# Freaky Tah
Tahliq Raymond Rogers (14 de mayo de 1971 - 28 de marzo de 1999), más conocido como Freaky Tah, fue un rapero y promotor musical afroamericano. Freaky Tah era miembro de un grupo de hip hop llamado Lost Boyz, junto con el Sr. Cheeks, DJ Spigg Nice y Pretty Lou.

## Muerte
En la noche del 28 de marzo de 1999, después de salir de la fiesta de cumpleaños de Mr. Cheeks con sus amigos William Brown y Thomas Roman de Boston, Massachusetts, Rogers fue fatalmente tiroteado por Kelvin Jones mientras iba hacia la salida del hotel Sheraton en Queens, Nueva York. Fue un caso de identidad equivocada. Fue declarado muerto en el cercano Hospital Jamaica.
El conductor durante la huida, Raheem Fletcher, fue condenado a siete años de prisión. Jones se declaró culpable de asesinato. Rogers tenía 27 años en el momento de su muerte.

## Discografía

### With The Lost Boyz
| Título                      | Detalles de álbum                                                                                       | Posiciones de gráfico de la cumbre | Posiciones de gráfico de la cumbre | Certificaciones |
| Título                      | Detalles de álbum                                                                                       | EE. UU.                            | EE.UU. R&B                         | Certificaciones |
| --------------------------- | --- | ---------------------------------- | ---------------------------------- | --------------- |
| Legal Drug Money            | - Liberado: 4 de junio de 1996 - Etiqueta: Uptown - Formato: CD, casete, descarga digital, #elepé       | 6                                  | 1                                  | - RIAA: Oro     |
| Love, Peace &amp; Nappiness | - Liberado: 17 de junio de 1997 - Etiqueta: Uptown - Formato: CD, casete, descarga digital, #elepé      | 9                                  | 2                                  | - RIAA: Oro     |
| LB IV Life                  | - Liberado: 28 de septiembre de 1999 - Etiqueta: Uptown - Formato: CD, casete, descarga digital, #elepé | 32                                 | 8                                  |                 |